# Dirk Spaniel

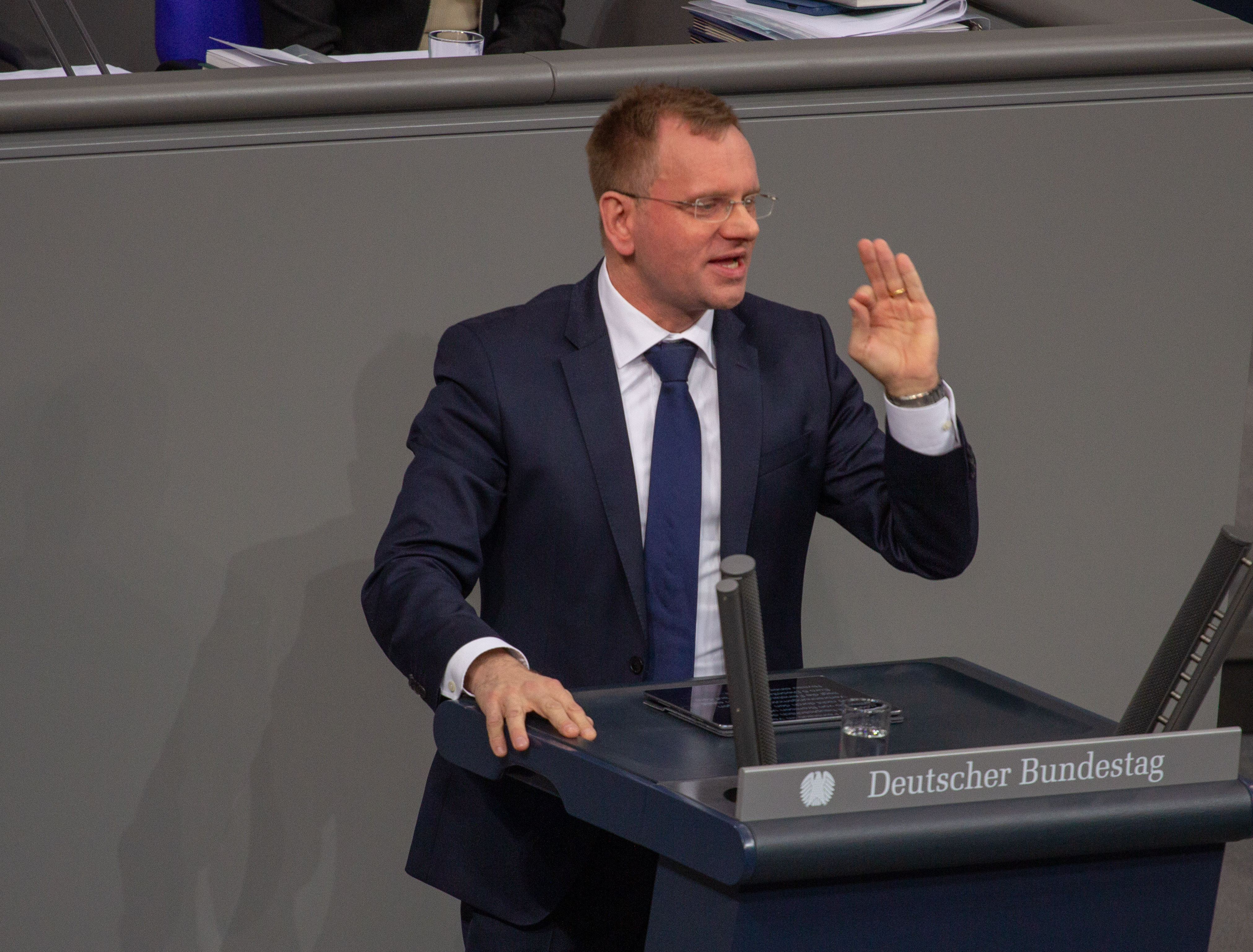
Dirk Spaniel, 2019

Dirk Spaniel (* 3. November 1971 in Marburg) ist ein deutscher Politiker (ab 2025 Werteunion, bis 2024 AfD). Er war von 2017 bis 2025 Mitglied des Deutschen Bundestages und von Februar 2019 bis Februar 2020 neben Bernd Gögel Co-Landessprecher der AfD Baden-Württemberg. Von 2017 bis November 2018 war er Vorsitzender der baden-württembergischen Landesgruppe im Bundestag.

## Leben
Nach dem Abitur 1991 an der Lahntalschule in Biedenkopf studierte Spaniel zunächst Chemieingenieurwesen an der Technischen Universität Clausthal und ab 1993 Maschinenbau an der RWTH Aachen und von 1995 bis 1996 Mechanical Engineering an der Michigan State University in den USA. Das Studium schloss er als Diplom-Ingenieur (Maschinenbau) ab. Von 1997 bis 1999 schrieb er seine Doktorarbeit über Brennstoffzellenfahrzeuge an der RWTH Aachen und bei DaimlerChrysler. Die Promotion schloss er mit dem akademischen Grad „Dr.-Ing.“ ab. Er war dann von 2000 bis 2004 Versuchs- und Entwicklungsingenieur für Fahrdynamik bei DaimlerChrysler. Von 2004 bis 2017 arbeitete er in verschiedenen Leitungsfunktionen in der Pkw-Entwicklung der Daimler AG.
1997 kam er nach Stuttgart; er wohnt mit Frau und Tochter auf dem Killesberg.

## Politik
Spaniel war Ende der 1980er Jahre Mitglied eines Kreisvorstands der Jungen Union Hessen.
Er trat 2015 mit Beginn der Flüchtlingskrise der AfD bei und wurde im Oktober 2016 in der Partei aktiv. Auf dem ersten Landeslistenparteitag der AfD Baden-Württemberg im November 2016 konnte Spaniel sich nicht bei den ersten neun Plätzen durchsetzen. Er wurde später zum AfD-Direktkandidaten im Bundestagswahlkreis Stuttgart I gewählt und im Januar 2017 auf den Platz 10 der Landesliste.
Auf dem Landesparteitag am 23. Februar 2019 wurde er neben dem Fraktionsvorsitzenden Bernd Gögel zum Sprecher des Landesverbandes gewählt. Er setzte sich mit 371 zu 341 Stimmen gegen Martin Hess durch. Spaniel wurde dem „Flügel“ zugerechnet, einer 2020 formell aufgelösten Sammlungsbewegung innerhalb und außerhalb der AfD, die vom Verfassungsschutz als Verdachtsfall für rechtsextremistische Bestrebungen eingestuft wurde.
2019 wurden Audioaufnahmen publik, in denen Spaniel im Rahmen innerparteilicher Machtkämpfe versuchte, Jörg Meuthen als möglichen Bundesvorsitzenden der AfD zu verhindern. Meuthen bezeichnete Spaniel daraufhin als „hochgradig toxisch“ und sagte, Spaniel ordne „seinen Machtfantasien restlos alles unter“.
Spaniel war im 19. Deutschen Bundestag Obmann des Ausschusses für Verkehr und digitale Infrastruktur und ordentliches Mitglied im Parlamentarischen Beirat für nachhaltige Entwicklung. Zudem gehörte er als stellvertretendes Mitglied dem Ausschuss für Wirtschaft und Energie und dem Ausschuss für Umwelt, Naturschutz und nukleare Sicherheit an.
Im Juli 2021 wurde gegen Spaniel zum wiederholten Male ein Parteiausschlussverfahren angestrebt, weil er bereits mehrfach mit „parteischädigendem“ Verhalten aufgefallen sei. Spaniel warf in einem Schreiben, das auch von dem Bundestagsabgeordneten Thomas Seitz sowie dem Sprecher des AfD-Kreisverbands Reutlingen Hansjörg Schrade unterstützt wurde, unter anderem der AfD-Fraktionsvorsitzenden Alice Weidel nach deren Spendenskandal „Vertuschung“, „völlige Intransparenz“ und „fehlenden Willen zur internen Aufklärung“ vor und bezeichnete das Gerichtsverfahren rund um die Spendenaffäre in dem Schreiben als „sinnlos“. Weidel wies die Anschuldigungen Spaniels als „haltlos“ zurück. Über sein innerparteiliches Verhalten hatte die AfD bereits 2019 ein juristisches Gutachten an eine Anwaltskanzlei in Essen in Auftrag gegeben. Dabei ging es besonders um seine Nähe zu dem rechtsextremen Thüringer AfD-Chef Björn Höcke und dem später aufgelösten „Flügel“ der AfD. Des Weiteren missfielen dem AfD-Bundesvorstand Spaniels Kontakte zu der rechtsextremen Gewerkschaft Zentrum und dem Compact-Magazin von Jürgen Elsässer. Nachdem der AfD-Bundesvorstand im April 2020 aufgrund des Verfahrens eine zweijährige Ämtersperre für Spaniel beantragt hatte, bestätigte später ein Mitarbeiter der AfD-Bundesgeschäftsstelle, dass das Parteiordnungsverfahren über das Landesschiedsgericht Baden-Württemberg noch nicht entschieden worden sei.
Im Frühjahr 2021 waren Mitglieder der Gewerkschaft „Zentrum Automobil“ Teil einer Besuchergruppe im Bundestag, darunter auch dessen Mitbegründer Oliver Hilburger, der früher Gitarrist der Rechtsrockband NoieWerte war. Die Besucher kamen auf Einladung von Spaniel.
Nach der Bundestagswahl 2021 zog Spaniel über die Liste erneut in den Bundestag ein.
Beim AfD-Bundesparteitag im Juni 2022 plädierte neben Höcke auch Spaniel für die Streichung der Gewerkschaft „Zentrum Automobilbau“ von der Unvereinbarkeitsliste der Partei.
Nach dem Aufstellungsparteitag der AfD Baden-Württemberg in Ulm am 5. Oktober 2024, bei dem Spaniel die Kampfabstimmung um Landeslistenplatz 5 gegen MdL Ruben Rupp deutlich verloren hatte, gab er bekannt, die AfD verlassen zu wollen. Einige Tage später leitete der AfD-Landesvorstand Baden-Württemberg ein Parteiausschlussverfahren gegen Spaniel ein. Begründet wurde dies mit angeblichen Ambitionen Spaniels, selbst eine Partei gründen zu wollen, und vier Abmahnungen aus der Vergangenheit. Mitte Oktober 2024 verließ Spaniel Fraktion und Partei. Spaniel galt als entschiedener parteiinterner Gegner von Alice Weidel.
Ende Januar 2025 trat Spaniel der Werteunion bei.

## Positionen

### Mobilität

#### Verkehrswende
Im Januar 2020 nannte Spaniel in einer Rede im Bundestag Fahrräder „im hohen Maße unpraktisch und gefährlich“ und sprach von „Gaga-Maßnahmen zur Förderung des Radverkehrs“. Unter Berufung auf Zahlen, die er, so Spaniel, dem Statistischen Bundesamt entnommen habe, sagte er, es würden „etwa 5,5 mal so viele Unfälle mit Personenschaden“ von Radfahrern verursacht im Vergleich zu Autofahrern. Der Münchner Merkur berichtete, Spaniels Redebeitrag sei im Internet „regelrecht zerrissen“ worden.

#### E-Mobilität
Laut der Neuen Rottweiler Zeitung schrieb Spaniel auf seiner Facebook-Seite zur Rettung des Verbrennungsmotors, man werde „dieses Mantra wiederholen und wiederholen, bis selbst der Letzte es begriffen hat: ‚Die AfD kämpft für eure Jobs! Zur Hölle mit der E-Mobilität, dem CO2-Gefasel und dem ideologischen Weltverbesserer-Quatsch! Erst einmal kommen unsere Arbeitsplätze!‘“

### Falschinformationen zur Corona-Pandemie
Bei einer Corona-Demonstration in Stuttgart am 11. Dezember 2021 behauptete Spaniel, es gebe keine COVID-19-Pandemie. Er sagte dazu unter anderem: „Weder die Krankenhäuser noch die Intensivstationen sind mehr ausgelastet als sonst üblich in dieser Jahreszeit.“ Es seien auch nicht viel mehr Menschen gestorben als in den Jahren zuvor. Man werde „in eine Hysterie hinein getrieben“. Die Zahlen der Infizierten würden nicht auf eine wirklich bedrohliche Pandemie hindeuten.
Ende 2021 unterzeichnete Spaniel einen Nachruf des Kreisverbands der AfD Stuttgart auf seinen an COVID-19 verstorbenen Kollegen im Landesvorstand der AfD Baden-Württemberg Bernd Grimmer. In dem Text wurde Grimmer als jemand beschrieben, der sich – obwohl ihm das „Risiko ohne Zweifel klar“ gewesen sei – gegen eine Impfung entschieden habe, weil „für ihn die Freiheit wichtiger“ gewesen sei. Grimmer habe sich „nicht zum Versuchskaninchen von Pharmalobby und Altparteien“ degradieren lassen wollen. Weiter hieß es: „Für uns ist er ein Held der Freiheit und der Liebe zur Wahrheit. […] Man muss auch damit rechnen, dass es noch zu weiteren Todesfällen kommen kann. Auch das wird man nicht ändern können – und ändert nichts an der Richtigkeit unserer Position.“